# Ruppellioides philippinensis
Ruppellioides philippinensis is een krabbensoort uit de familie van de Menippidae. De wetenschappelijke naam van de soort is voor het eerst geldig gepubliceerd in 1941 door Ward.